# 9 (tal)
9 (nio (fil)) är det naturliga heltal som följer 8 och föregår 10.

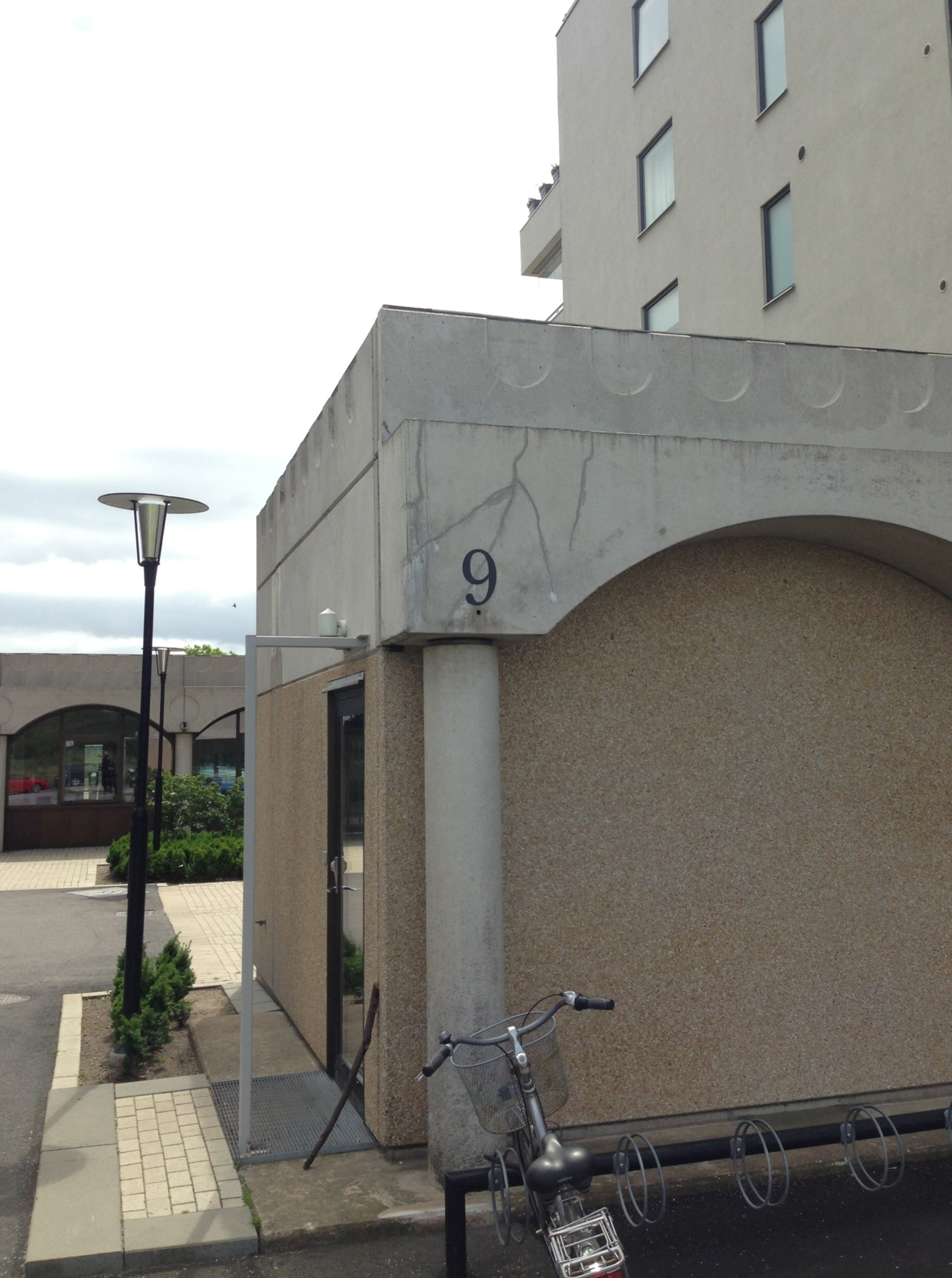
Kalkstensvägen 9 i Limhamn, 2013

## I matematiken
- 9 är ett udda tal.
- 9 är ett semiprimtal[1].
- Det tredje kvadrattalet
- 9 är ett Armstrongtal.
- 9 är ett Prothtal.
- 9 är ett nonagontal.
- 9 är ett Leonardotal.
- 9 är ett Motzkintal
- 9 är ett centrerat kubiktal.
- 9 är ett centrerat oktogontal.
- 9 är ett palindromtal i det decimala talsystemet.
- 9 är ett palindromtal i det binära talsystemet.
- 9 är ett palindromtal i det oktala talsystemet.

### Delbarhet
Man kan ganska enkelt ta reda på om ett tal är delbart med 9. Om siffersumman av talet är 9 är hela talet delbart med 9.
Exempel:
195 849  →  1 + 9 + 5 + 8 + 4 + 9 = 36  →  3 + 6 = 9  →  talet 195 849 är delbart med 9
7 541 324 312  →  7 + 5 + 4 + 1 + 3+ 2 + 4 + 3 + 1 + 2 =  32  →  3 + 2 = 5  →  talet är inte delbart med 9

## Inom vetenskapen
- Fluor, atomnummer 9
- 9 Metis, en asteroid
- M9, klotformig stjärnhop i Ormbäraren, Messiers katalog

## Inom religion
Inom fornnordisk religion förekommer talet 9 i olika situationer, bland annat som tidsreferens då vissa resor eller väntan på saker tar nio dagar.